# Enaretta conifera
Enaretta conifera là một loài bọ cánh cứng trong họ Cerambycidae.